# Burg Waffensand
Die Burg Waffensand, auch Das alte Schloss oder Wüstburg genannt, ist die Ruine einer Felsenburg bei dem Stadtteil Niederklein von Stadtallendorf im Landkreis Marburg-Biedenkopf in Hessen. Die ehemalige Burg liegt südöstlich von Stadtallendorf im Herrenwald oberhalb des Flusses Joßklein auf einem Felsen.

## Geschichte
Um 1248 wurde die Burg vom Erzbischof von Mainz erbaut. Burgmannen waren die Herren von Wahlen. 1387 wurde die Burg von Truppen der Landgrafschaft Hessen zerstört. Daraufhin gab Volprecht (Volpert) von Wahlen, der auch Burgmann auf der Burg Amöneburg war, sein Burglehen zu Waffensand an Kurmainz zurück. 1491 wurde sie noch einmal als „Das alte Schloss“ erwähnt. Die Burganlage bestand aus einer Ringmauer und einem Bergfried, umgeben von einer doppelten Wallanlage von bedeutender Größe. Die Wallanlage und Reste der Ringmauer sind noch erhalten.